# Осинівка (Ніжинський район)
Оси́нівка — село в Україні, у Бахмацькій міській громаді Ніжинського району Чернігівської області

## Історія
Село виникло в останній чверті XIX століття. Перша начва села — хутір Юхтовий. Поміщик Кочубей вислав із своєї економії, основної в Кочубеївці (тепер Ічнянського району) за непослух трьох кріпаків — Плюскара, Троценка, Федоряку в степ, де вони поселилися хутором.
Одного разу, коли через цей хутір їхали купці з юхтою (шкірою), то жителі хутора покрали частину юхти. Після цього за хутором закріпилася назва «Юхтовий». Ця назва залишалась до 1962 року, коли село було перейменоване в Осинівку.
12 червня 2020 року, відповідно до розпорядження Кабінету Міністрів України № 730-р «Про визначення адміністративних центрів та затвердження територій територіальних громад Чернігівської області», увійшло до складу Бахмацької міської громади.
19 липня 2020 року, в результаті адміністративно-територіальної реформи та ліквідації Бахмацького району, село увійшло до складу Ніжинського району Чернігівської області.